# Copa de Chipre
La Copa de Chipre (en griego: Κύπελλο Κύπρου;) llamada Copa Coca Cola de Chipre por razones de patrocinio, es la segunda competición en importancia del país. Se disputa desde 1934 y es organizada por la Asociación de Fútbol de Chipre.
El equipo campeón accede a la segunda ronda de clasificación de la Liga Europa Conferencia de la UEFA.

## Historial
| Temporada | Campeón                                     | Resultado                                   | Finalista                                   | Sede de la final                                  |
| --------- | ------------------------------------------- | ------------------------------------------- | ------------------------------------------- | ------------------------------------------------- |
| 1934-35   | Trast AC                                    | 0 - 0, 1 - 0 (rep.)                         | APOEL Nicosia                               | Estadio GSP, Nicosia (2)                          |
| 1935-36   | Trast AC                                    | 4 - 1                                       | Lefkoşa Türk SK                             | Estadio GSP, Nicosia                              |
| 1936-37   | APOEL Nicosia                               | 2 - 1                                       | Trast AC                                    | Estadio GSP, Nicosia                              |
| 1937-38   | Trast AC                                    | 2 - 1                                       | AEL Limassol                                | Estadio GSP, Nicosia                              |
| 1938-39   | AEL Limassol                                | 3 - 1                                       | APOEL Nicosia                               | Estadio GSP, Nicosia                              |
| 1939-40   | AEL Limassol                                | 3 - 1                                       | Pezoporikos Larnaca                         | Estadio GSP, Nicosia                              |
| 1940-41   | APOEL Nicosia                               | 2 - 1                                       | AEL Limassol                                | Estadio GSP, Nicosia                              |
| 1942-44   | No se disputó por la Segunda Guerra Mundial | No se disputó por la Segunda Guerra Mundial | No se disputó por la Segunda Guerra Mundial | No se disputó por la Segunda Guerra Mundial       |
| 1944-45   | EPA Larnaca                                 | 3 - 1                                       | APOEL Nicosia                               | Estadio GSP, Nicosia                              |
| 1945-46   | EPA Larnaca                                 | 2 - 1                                       | APOEL Nicosia                               | Estadio GSP, Nicosia                              |
| 1946-47   | APOEL Nicosia                               | 4 - 1                                       | Anorthosis Famagusta                        | Estadio GSP, Nicosia                              |
| 1947-48   | AEL Limassol                                | 2 - 0                                       | APOEL Nicosia                               | Estadio GSP, Nicosia                              |
| 1948-49   | Anorthosis Famagusta                        | 3 - 0                                       | APOEL Nicosia                               | Estadio GSP, Nicosia                              |
| 1949-50   | EPA Larnaca                                 | 2 - 1                                       | Anorthosis Famagusta                        | Estadio GSP, Nicosia                              |
| 1950-51   | APOEL Nicosia                               | 7 - 0                                       | EPA Larnaca                                 | Estadio GSP, Nicosia                              |
| 1951-52   | Çetinkaya Türk SK                           | 4 - 1                                       | Pezoporikos Larnaca                         | Estadio GSP, Nicosia                              |
| 1952-53   | EPA Larnaca                                 | 2 - 1                                       | Çetinkaya Türk SK                           | Estadio GSP, Nicosia                              |
| 1953-54   | Çetinkaya Türk SK                           | 2 - 1                                       | Pezoporikos Larnaca                         | Estadio GSP, Nicosia                              |
| 1954-55   | EPA Larnaca                                 | 2 - 1                                       | Pezoporikos Larnaca                         | Estadio GSP, Nicosia                              |
| 1955-58   | No se disputó                               | No se disputó                               | No se disputó                               | No se disputó                                     |
| 1958-59   | Anorthosis Famagusta                        | 1 - 0                                       | AEL Limassol                                | Estadio GSP, Nicosia                              |
| 1960-61   | No se disputó                               | No se disputó                               | No se disputó                               | No se disputó                                     |
| 1961-62   | Anorthosis Famagusta                        | 5 - 2                                       | Olympiakos Nicosia                          | Estadio GSP, Nicosia                              |
| 1962-63   | APOEL Nicosia                               | 2 - 2, 1 - 0 (rep.)                         | Anorthosis Famagusta                        | Estadio GSP, Nicosia (2)                          |
| 1963-64   | Anorthosis Famagusta                        | 3 - 0                                       | APOEL Nicosia                               | Estadio GSP, Nicosia                              |
| 1964-65   | Omonia Nicosia                              | 5 - 1                                       | Apollon Limassol                            | Estadio GSP, Nicosia                              |
| 1965-66   | Apollon Limassol                            | 4 - 2                                       | Nea Salamina Famagusta                      | Estadio GSP, Nicosia                              |
| 1966-67   | Apollon Limassol                            | 1 - 0                                       | Alki Larnaca                                | Estadio GSP, Nicosia                              |
| 1967-68   | APOEL Nicosia                               | 2 - 1                                       | EPA Larnaca                                 | Estadio GSP, Nicosia                              |
| 1968-69   | APOEL Nicosia                               | 1 - 0                                       | Omonia Nicosia                              |                                                   |
| 1969-70   | Pezoporikos Larnaca                         | 2 - 1                                       | Alki Larnaca                                | Estadio GSP, Nicosia                              |
| 1970-71   | Anorthosis Famagusta                        | 1 - 0                                       | Omonia Nicosia                              | Estadio GSE, Famagusta                            |
| 1971-72   | Omonia Nicosia                              | 3 - 1                                       | Pezoporikos Larnaca                         | Estadio GSP, Nicosia                              |
| 1972-73   | APOEL Nicosia                               | 1 - 0                                       | Pezoporikos Larnaca                         | Estadio GSP, Nicosia                              |
| 1973-74   | Omonia Nicosia                              | 2 - 0                                       | Enosis Neon Paralimni                       | Estadio GSP, Nicosia                              |
| 1974-75   | Anorthosis Famagusta                        | 3 - 2                                       | Enosis Neon Paralimni                       | Estadio GSP, Nicosia                              |
| 1975-76   | APOEL Nicosia                               | 6 - 0                                       | Alki Larnaca                                | Estadio Tsirion, Limasol                          |
| 1976-77   | Olympiakos Nicosia                          | 2 - 0                                       | Alki Larnaca                                | Estadio GSP, Nicosia                              |
| 1977-78   | APOEL Nicosia                               | 3 - 0                                       | Olympiakos Nicosia                          | Estadio GSP, Nicosia                              |
| 1978-79   | APOEL Nicosia                               | 1 - 0                                       | AEL Limassol                                | Estadio Makario, Nicosia                          |
| 1979-80   | Omonia Nicosia                              | 3 - 1                                       | Alki Larnaca                                | Estadio Makario, Nicosia                          |
| 1980-81   | Omonia Nicosia                              | 1 - 1, 3 - 0 (rep.)                         | Enosis Neon Paralimni                       | Estadio Tsirion, Limasol Estadio Tsirion, Limasol |
| 1981-82   | Omonia Nicosia                              | 2 - 2, 4 - 1 (rep.)                         | Apollon Limassol                            | Estadio Tsirion, Limasol Estadio Makario, Nicosia |
| 1982-83   | Omonia Nicosia                              | 2 - 1                                       | Enosis Neon Paralimni                       | Estadio Tsirion, Limasol                          |
| 1983-84   | APOEL Nicosia                               | 3 - 1                                       | Pezoporikos Larnaca                         | Estadio Tsirion, Limasol                          |
| 1984-85   | AEL Limassol                                | 1 - 0                                       | EPA Larnaca                                 | Estadio Makario, Nicosia                          |
| 1985-86   | Apollon Limassol                            | 2 - 0                                       | APOEL Nicosia                               | Estadio Tsirion, Limasol                          |
| 1986-87   | AEL Limassol                                | 1 - 0                                       | Apollon Limassol                            | Estadio Tsirion, Limasol                          |
| 1987-88   | Omonia Nicosia                              | 2 - 1                                       | AEL Limassol                                | Estadio Tsirion, Limasol                          |
| 1988-89   | AEL Limassol                                | 3 - 2                                       | Aris Limassol                               | Estadio Tsirion, Limasol                          |
| 1989-90   | Nea Salamina Famagusta                      | 3 - 2                                       | Omonia Nicosia                              | Estadio Tsirion, Limasol                          |
| 1990-91   | Omonia Nicosia                              | 1 - 0                                       | Olympiakos Nicosia                          | Estadio Makario, Nicosia                          |
| 1991-92   | Apollon Limassol                            | 1 - 0                                       | Omonia Nicosia                              | Estadio Tsirion, Limasol                          |
| 1992-93   | APOEL Nicosia                               | 4 - 1                                       | Apollon Limassol                            | Estadio GSZ, Larnaca                              |
| 1993-94   | Omonia Nicosia                              | 1 - 0                                       | Anorthosis Famagusta                        | Estadio Tsirion, Limasol                          |
| 1994-95   | APOEL Nicosia                               | 4 - 2                                       | Apollon Limassol                            | Estadio Tsirion, Limasol                          |
| 1995-96   | APOEL Nicosia                               | 2 - 0                                       | AEK Larnaca                                 | Estadio Tsirion, Limasol                          |
| 1996-97   | APOEL Nicosia                               | 2 - 0                                       | Omonia Nicosia                              | Estadio Makario, Nicosia                          |
| 1997-98   | Anorthosis Famagusta                        | 3 - 1                                       | Apollon Limassol                            | Estadio Makario, Nicosia                          |
| 1998-99   | APOEL Nicosia                               | 2 - 0                                       | Anorthosis Famagusta                        | Estadio Tsirion, Limasol                          |
| 1999-00   | Omonia Nicosia                              | 4 - 2                                       | APOEL Nicosia                               | Estadio GSP, Nicosia                              |
| 2000-01   | Apollon Limassol                            | 1 - 0                                       | Nea Salamina Famagusta                      | Estadio GSP, Nicosia                              |
| 2001-02   | Anorthosis Famagusta                        | 1 - 0                                       | Ethnikos Achna                              | Estadio GSP, Nicosia                              |
| 2002-03   | Anorthosis Famagusta                        | 0 - 0 (5-3 pen.                             | AEL Limassol                                | Estadio GSP, Nicosia                              |
| 2003-04   | AEK Larnaca                                 | 2 - 1                                       | AEL Limassol                                | Estadio GSP, Nicosia                              |
| 2004-05   | Omonia Nicosia                              | 2 - 0                                       | Digenis Morphou                             | Estadio GSP, Nicosia                              |
| 2005-06   | APOEL Nicosia                               | 3 - 2                                       | AEK Larnaca                                 | Estadio GSP, Nicosia                              |
| 2006-07   | Anorthosis Famagusta                        | 3 - 2                                       | Omonia Nicosia                              | Estadio GSP, Nicosia                              |
| 2007-08   | APOEL Nicosia                               | 2 - 0                                       | Anorthosis Famagusta                        | Estadio GSP, Nicosia                              |
| 2008-09   | APOP Kinyras                                | 2 - 0                                       | AEL Limassol                                | Estadio GSP, Nicosia                              |
| 2009-10   | Apollon Limassol                            | 2 - 1                                       | APOEL Nicosia                               | Estadio GSZ, Lárnaca                              |
| 2010-11   | Omonia Nicosia                              | 1 - 1 (4-3 pen.)                            | Apollon Limassol                            | Estadio GSZ, Lárnaca                              |
| 2011-12   | Omonia Nicosia                              | 1 - 0                                       | AEL Limassol                                | Estadio GSP, Nicosia                              |
| 2012-13   | Apollon Limassol                            | 2 - 1                                       | AEL Limassol                                | Estadio Tsirion, Limassol                         |
| 2013-14   | APOEL Nicosia                               | 2 - 0                                       | Ermis Aradippou                             | Estadio GSP, Nicosia                              |
| 2014-15   | APOEL Nicosia                               | 4 - 2                                       | AEL Limassol                                | Estadio GSZ, Lárnaca                              |
| 2015-16   | Apollon Limassol                            | 2 - 1                                       | Omonia Nicosia                              | Estadio Tsirion, Limassol                         |
| 2016-17   | Apollon Limassol                            | 1 - 0                                       | APOEL Nicosia                               | Estadio GSP, Nicosia                              |
| 2017-18   | AEK Larnaca                                 | 2 - 1                                       | Apollon Limassol                            | Estadio GSP, Nicosia                              |
| 2018-19   | AEL Limassol                                | 2 - 0                                       | APOEL Nicosia                               | Estadio GSP, Nicosia                              |
| 2019-20   | Abandonado debido a la pandemia de COVID-19 | Abandonado debido a la pandemia de COVID-19 | Abandonado debido a la pandemia de COVID-19 | Abandonado debido a la pandemia de COVID-19       |
| 2020-21   | Anorthosis Famagusta                        | 2 - 1                                       | Olympiakos Nicosia                          | Estadio GSP, Nicosia                              |
| 2021-22   | Omonia Nicosia                              | 0 - 0 (5-4 pen.)                            | Ethnikos Achna                              | Estadio GSP, Nicosia                              |
| 2022-23   | Omonia Nicosia                              | 1 - 0                                       | AEL Limassol                                | Estadio GSP, Nicosia                              |
| 2023-24   | Pafos FC                                    | 3 - 0                                       | APOEL Nicosia                               | Estadio GSP, Nicosia                              |
| 2024-25   | AEK Larnaca                                 | 0 - 0 (5-4 pen.)                            | Pafos FC                                    | Estadio GSP, Nicosia                              |

(Rep.) = Repetición de la Final.

## Títulos por club
| Club                   | Campeón | 2° | Años campeón |
| ---------------------- | ------- | -- | --- |
| APOEL Nicosia          | 21      | 11 | 1937, 1941, 1947, 1951, 1963, 1968, 1969, 1973, 1976, 1978, 1979, 1984, 1993, 1995, 1996, 1997, 1999, 2006, 2008, 2014, 2015 |
| Omonia Nicosia         | 16      | 8  | 1965, 1972, 1974, 1980, 1981, 1982, 1983, 1988, 1991, 1994, 2000, 2005, 2011, 2012, 2022, 2023                               |
| Anorthosis Famagusta   | 11      | 6  | 1949, 1959, 1962, 1964, 1971, 1975, 1998, 2002, 2003, 2007, 2021                                                             |
| Apollon Limassol       | 9       | 8  | 1966, 1967, 1986, 1992, 2001, 2010, 2013, 2016, 2017                                                                         |
| AEL Limassol           | 7       | 12 | 1939, 1940, 1948, 1985, 1987, 1989, 2019                                                                                     |
| EPA Larnaca †          | 5       | 3  | 1945, 1946, 1950, 1953, 1955                                                                                                 |
| AEK Larnaca            | 3       | 2  | 2004, 2018, 2025 |
| Trast AC †             | 3       | 1  | 1935, 1936, 1938 |
| Çetinkaya Türk SK      | 2       | 2  | 1952, 1954 (Incluye al Lefkoşa Türk SK)                                                                                      |
| Pezoporikos Larnaca †  | 1       | 7  | 1970 |
| Olympiakos Nicosia     | 1       | 4  | 1977 |
| Nea Salamina Famagusta | 1       | 2  | 1990 |
| Pafos FC               | 1       | 1  | 2024 |
| APOP Kinyras Peyias †  | 1       | -  | 2009 |
| Alki Larnaca †         | -       | 5  | ----- |
| Enosis Neon Paralimni  | -       | 4  | ----- |
| Ethnikos Achna         | -       | 2  | ----- |
| Aris Limassol          | -       | 1  | ----- |
| Digenis Morphou        | -       | 1  | ----- |
| Ermis Aradippou        | -       | 1  | ----- |

- † Equipo desaparecido.